# Bryan Niven
Pour les articles homonymes, voir Niven.
Bryan Robert Niven (né le 21 avril 1979 à Provo, dans l'Utah) est un artiste et photographe américain.

## Biographie
Connu pour ses images surréalistes et la couleur saturée de ses images montrant des familles et des individus dans un style caricatural, Bryan Niven réside actuellement à Los Angeles avec sa femme et deux enfants.
Apple, Inc. a participé à divers projets de Bryan Niven y compris des présentations à la Apple Store de SoHo, à New York et comme l'un des auteurs pour Apple Pro sur le site apple.com.